# Elskovsleg (film fra 1910)
 For alternative betydninger, se Elskovsleg. (Se også artikler, som begynder med Elskovsleg)
Elskovsleg er en dansk stum dramafilm fra 1910 produceret af Regia Kunstfilms Kompagni efter manuskript af Sven Lange. Regia Kunstfilms Kompangni betegner filmen som "et mimisk drama".
Filmen havde dansk biografpremiere i Panoptikon i København den 6. juni 1910. Filmen også vist i Finland, der på daværende tidspunkt var en del af Det Russiske Kejserrige, hvor filmen havde premiere den 6. marts 1911.

## Handling
Dr. Morans hustru, Kaja, bliver forelsket i en anden mand, Gilbert, og følelserne gengældes. Dr. Moran konstaterer, hvad der foregår, og da han ser, at hustruen ønsker ham død, hælder han sovemedicin i et giftflaske og stiller den på bordet, for at se, om hustruen vil give efter for sine ønsker. Da hustruen og Gilbert ser flasken, hælder flaskens indhold i Dr. Morans vin. Dr. Moran bliver livløs, og da går det op for hustruen, hvad hun har gjort. Hun beskylder Gilbert for at have fået hende til udåden, og Gilbet beskyder tilsvarende hustruen. de går fra hinanden som fjender. Dr. Moran våger op, og ser sin hustru fortvivlet og angrende. Dr. Moran tilgiver hustruen.

## Medvirkende
- Adam Poulsen, Dr. Moran, læge
- Clara Wieth, Kaja, Morans kone
- Johannes Poulsen, Gilbert Svarre